# Lierderholthuis

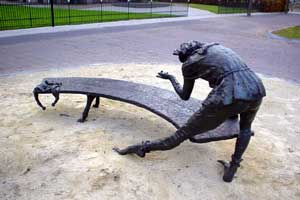
Beeld van Tijl Uilenspiegel in Lierderholthuis

Lierderholthuis (Nedersaksisch: Lierderholthuus) is een Nederlandse kleine kern in de Overijsselse gemeente Raalte, in Salland. Het telt 460 inwoners. Lierderholthuis ligt in noordwestelijke richting ongeveer tien kilometer van de plaats Raalte verwijderd. Voorts ligt het ingeklemd tussen de IJssel ter linkerzijde en de spoorlijn Zwolle - Almelo ter rechterzijde. Aan de overzijde van de spoorweg bevindt zich de plaats Heino.

## Geschiedenis
Lierderholthuis is waarschijnlijk vernoemd naar een 'spieker' (=huis), gebouwd op een stuk land (=holt) in de polder Lierderbroek (=Lierder). Deze polder ligt ten westen van Lierderholthuis en de naam Lierderbroek komt van het droogmaken (=lyrden) van een laag drassig land (=broek). Tijdens de Reformatie verplaatsten de katholieken uit Heino hun activiteiten naar Lierderholthuis. Dat was het begin van het dorp. In 1863 werd de als kerk gebruikte schuur vervangen door de huidige Sint Nicolaaskerk. Het neogotische bouwwerk heeft een toren van 36 meter hoog en prachtig gebrandschilderde ramen. Tegenover de kerk staat het voormalige parochie- en dorpshuis. Na de bouw van het nieuwe Dorpshuis Lierderholthuis is het verbouwd tot woning. Basisschool Sint Nicolaas, gesticht in 1906, heeft sinds 2015 een geheel nieuw gebouw tot haar beschikking.
Sinds 2003 staat een beeld van Tijl Uilenspiegel in het dorp, van Frank Stoopman. Volgens het volksverhaal heette een brug in Lierderholthuis de Uilenspiegelbrug, omdat Tijl Uilenspiegel hier eens vertoefde. De sage vertelt dat Tijl Uilenspiegel onder de brug ging staan, toen het enorm regende. Hij stond tot zijn heupen in het water. Aan het eind van de dag zag hij de boeren drijfnat terugkeren van hun werk. Hij lachte ze toe en zei: 'Domme boeren, waarom gaan jullie niet, net als ik, schuilen onder de brug?' De oudst bekende versie van het verhaal dateert uit 1922.